# Calliste passevert
Stilpnia cayana
Espèce
Répartition géographique
Statut de conservation UICN

 LC  : Préoccupation mineure
Le Calliste passevert (Stilpnia cayana) est une espèce d'oiseaux dont le générique normalisé français est calliste et non tangara). Il appartient à la famille des Thraupidae.

## Répartition
Il vit dans les zones côtières du Guyana, Suriname et Guyane française et au Venezuela et au centre de la Colombie, mais aussi le long de l'Amazone au Brésil, en Bolivie, au Paraguay et au nord de l'Argentine.

## Habitat
Son habitat les forêts et les savanes subtropicales ou tropicales.

## Sous-espèces
D'après la classification de référence (version 15.1, 2025) du Congrès ornithologique international il se répartit en sept sous-espèces (ordre phylogénique) :
- S. c. fulvescens
- S. c. cayana — de la Colombie au littoral guyanais
- S. c. huberi
- S. c. flava
- S. c. sincipitalis
- S. c. chloroptera
- S. c. margaritae